# Metroid Fusion
Metroid Fusion (メトロイドフュージョン Metoroido Fyūjon?) es el cuarto videojuego de la saga Metroid, el primero en haber salido para Game Boy Advance. Fue desarrollado por Nintendo Research & Development 1 y publicado por Nintendo en 2002. Es la secuela directa de Metroid: Other M (2010) de Wii y la precuela de Metroid Dread (2021) de Nintendo Switch. Los jugadores controlan a la cazarrecompensas Samus Aran, quien investiga una estación espacial infectada con parásitos metamorfos conocidos como «X».
Al igual que las anteriores entregas de Metroid, Fusion es un juego de desplazamiento lateral y plataformas, con elementos de disparos y de rompecabezas. Presenta una progresión basada en misiones que guía al usuario a través de ciertas áreas. Se lanzó en las mismas fechas que Metroid Prime para GameCube; ambos juegos se pueden vincular mediante un periférico de enlace entre sus consolas para desbloquear contenido adicional para Prime.
Fusion fue aclamado por su sistema de juego, controles, gráficos y música, aunque su menor duración y mayor linealidad causaron algunas críticas. Recibió varios premios, incluido el de «Juego portátil del año» de la Academy of Interactive Arts & Sciences, «Mejor juego de aventuras de Game Boy Advance» de IGN y «Mejor juego de acción en Game Boy Advance» de GameSpot. Se relanzó en la Consola Virtual de Nintendo 3DS en 2011, como parte del Programa de embajadores de 3DS, en la Consola Virtual de Wii U en 2014 y en el Nintendo Switch Online + Expansion Pack en 2023.

## Historia
Después de los eventos de Metroid: Other M, Samus Aran es enviada por los Laboratorios Espaciales Biometrox a una misión en el planeta SR388. Durante esta misión, es atacada por un parásito gelatinoso llamado X, que invade su traje y su cuerpo. Este parásito es extremadamente peligroso, ya que puede replicar el ADN de su huésped y crear clones de los organismos infectados. Tras dicho incidente, Samus regresa a su nave, sin embargo, poco después pierde el conocimiento y su nave se estrella en un cinturón de asteroides. La Federación Galáctica logra rescatarla, pero el parásito continúa propagándose en su organismo. El equipo médico se ve obligado a extirpar partes del traje infectado, pero no pueden retirarlo por completo porque está profundamente integrado con su cuerpo. A pesar de sus esfuerzos, el parásito sigue extendiéndose y llega al sistema nervioso de Samus, dejándola al borde de la muerte. Como última alternativa, la Federación utiliza una vacuna con ADN metroid para combatir al parásito, ya que los metroides son sus depredadores naturales. El plan tiene éxito y el parásito X es erradicado del cuerpo de Samus. Sin embargo, el ADN metroid le otorga nuevas habilidades, como la capacidad de absorber al parásito X sin peligro, lo que le proporciona energía y municiones, pero también la vuelve vulnerable al frío, una debilidad característica de los metroid.
Después de su recuperación, Samus recibe información de que una misteriosa explosión ha sacudido la estación de investigación de B.S.L., donde se habían enviado muestras de SR388 y las partes infectadas de su armadura. La cazarrecompensas es enviada a investigar en una nueva nave, con la condición de seguir constantemente las órdenes de un ordenador inteligente a bordo, conocido como OJ computarizado. Al llegar a la estación, Samus descubre que las criaturas traídas de SR388 por la Federación eran portadoras del parásito X, el cual se había liberado de la sala de cuarentena. Siguiendo las instrucciones del ordenador, Samus intenta contener al parásito que se ha dispersado por los entornos de la estación. Sin embargo, pronto se entera de la existencia del SA-X, una versión de su traje creada por el parásito a partir de las partes de su traje que fueron extraídas quirúrgicamente, convirtiéndose en la principal amenaza tanto para ella como para el laboratorio. Desde ese momento, Samus tiene encuentros ocasionales con el SA-X, evitando enfrentarlo directamente debido a su vulnerabilidad tras la cirugía, que le hizo perder los poderes de su antiguo traje. No obstante, a lo largo de la misión, Samus va recuperando las mejoras de su traje al enfrentarse a criaturas mimetizadas por el parásito.
Después de destruir un robot de seguridad infectado por un parásito X, Samus llega accidentalmente a una zona restringida del laboratorio, donde descubre que la Federación Galáctica estaba llevando a cabo un programa secreto de clonación de metroides. Dado que los metroides son los depredadores naturales del parásito X, el SA-X también se infiltra en esta área, provocando la destrucción de la zona restringida y de los metroides clonados. Samus logra escapar y el OJ computarizado le revela no solo los planes de la Federación respecto a los metroides, sino que también estaban interesados en el SA-X, del cual hay al menos diez copias a bordo de la estación. Indignada, Samus confronta al OJ computarizado, quien le informa que la Federación no contaba con su ayuda y, por ello, intentaron evitar que recuperara sus habilidades más poderosas, un esfuerzo que resultó inútil, ya que Samus consiguió recuperar muchas de sus habilidades por su cuenta. En un momento de ira, Samus llama "Adam" al OJ computarizado, revelando que, tras su muerte en Metroid: Other M, el cerebro del comandante Adam Malkovich fue transferido al sistema del ordenador. Esta revelación y la conexión entre ambos hacen que Adam decida apoyar a Samus y le ordena dirigirse a la sala de control de la estación para colisionarla contra el planeta SR388, con el objetivo de eliminar tanto al SA-X como al parásito X en ambos lugares antes de que la Federación pueda intervenir.
Antes de llegar a la sala de control, Samus se enfrenta en una última batalla contra el SA-X, de la cual surge victoriosa. Luego, logra activar el mecanismo de propulsión de la estación, programando el impacto contra SR388 en un plazo de tres minutos. Al regresar a su nave, Samus se da cuenta de que esta ha desaparecido y es atacada por un metroid omega que aparentemente había escapado antes de la destrucción de la zona restringida. Samus queda gravemente herida, pero un parásito X emerge y se transforma en el SA-X, enfrentándose al metroid. Sin embargo, el metroid derrota rápidamente al debilitado SA-X, que había sido dañado en su enfrentamiento previo con Samus. En ese momento, Samus absorbe los poderes del SA-X y destruye al metroid omega. Justo antes del impacto de la estación con el planeta, su nave reaparece para recogerla y logra escapar. Al abandonar la estación, Samus observa cómo esta se estrella contra SR388, destruyendo tanto la estación como el planeta, y aparentemente liberando al universo del parásito X para siempre. Samus reflexiona sobre Adam y cómo ambos desobedecieron las órdenes de la Federación y las consecuencias que esto traerá, pero queda intrigada por cómo su nave fue pilotada en su ausencia, creyendo que Adam lo hizo. Sin embargo, Adam le revela que recibió ayuda de unas criaturas llamadas etecoones y dachoras, que Samus había liberado previamente en uno de los entornos de la estación y que se habían refugiado en su nave, después de esta revelación, el juego concluye.

## Jugabilidad
Metroid Fusion es un videojuego de acción y aventura donde el jugador controla a Samus Aran. Como en títulos anteriores de la serie, se ambienta en un escenario no lineal, con ascensores que unen diferentes áreas, cada una de las cuales tiene una serie de habitaciones conectadas mediante puertas. Samus puede abrir la mayoría al dispararlas, aunque algunas están bloqueadas por diferentes niveles de seguridad. Fusion es más línear que otros juegos de Metroid debido a su mayor enfoque en la narrativa. En esta línea, introdujo las Salas de navegación, que indican al usuario su próximo objetivo.
A diferencia de otros juegos de la serie, Samus está en contacto constante con sus jefes de la Federación Galáctica, gracias a un ordenador inteligente, que es su oficial de mando. Este ordenador, apodado "Adam" por Samus, en honor a un oficial que tuvo hace tiempo, da a esta una serie de objetivos a lo largo del juego, y es capaz de bloquear o desbloquear algunas puertas, asegurándose de que Samus cumple su misión antes de ir a la siguiente. Estas misiones varían desde recoger cierta mejora, derrotar a cierto enemigo o llegar a una sala concreta. Sin embargo, estos objetivos no suelen tener una solución obvia, obligando al jugador a explorar y probar cosas en el escenario, como en títulos anteriores.
A lo largo del juego, el escenario cambia radicalmente. Algunos pasadizos pueden acabar bloqueados permanentemente por explosiones, o por algún tipo de enemigo. Sin embargo, se elimina la técnica de otros juegos, que permitía a Samus saltar indefinidamente en forma de esfera, limitando las bombas en cuatro unidades. Esto previene el saltarse escenas concretas.
Samus pasa la mayoría del tiempo perseguida por el SA-X, que aparece sin avisar en diversas localizaciones. Como este es casi invencible, debe esconderse o huir hasta que pueda hacerle frente. Las criaturas del juego son en realidad parásitos X imitándolas, y, al destruirlas, se convierten en células flotantes. Samus puede absorberlas para recuperar energía o misiles. Sin embargo, si Samus no las absorbe, pueden recuperar su forma, mezclarse entre sí, resucitar a un enemigo caído o volar fuera de la pantalla.

### Habilidades
Samus comienza con las habilidades básicas de correr, saltar, disparar, y agarrarse a los bordes de las plataformas. Para completar el juego con éxito, deberá ir recuperando sus habilidades, ya sea descargándolas en ciertas Salas de datos o absorbiendo ciertos parásitos x.
- Wall jump: Permite a Samus alcanzar zonas más altas con un salto continuo entre paredes estrechas.
- Misiles: Permite disparar misiles. Samus cuenta con un número determinado, ampliable a través de cápsulas de misiles, que incrementan la cantidad disponible en 5 unidades. MAX 48 expansiones+la descarga del lanzamissiles = 250 missiles
- Morfosfera: Permite convertirse en una morfosfera, para atravesar sitios estrechos.
- Rayo Recarga: Permite cargar el disparo antes de lanzarlo. La potencia aumenta cuanto más se recargue, hasta cierto límite. El rayo recarga equivale a 3 missiles de los primeros que tienes.
- Bombas: Permite a Samus colocar bombas en el modo morfosfera, para abrirse camino por el escenario o atacar en dicho modo. También puede saltar si se queda quieta al explotar una bomba.
- Súper salto: Samus puede realizar un salto más prolongado. Además la morfosfera adquirirá salto, con lo cual no necesitaras bombas para propulsarte.
- Rotosalto: Es adquirido junto con la habilidad Súper salto. Permite el salto, en modo morfosfera, sin necesidad de utilizar bombas.
- Súper velocidad: Permite a Samus correr a altas velocidades, derribando a los enemigos que encuentre por el camino y destruyendo algunos bloques. Para ello debe estar corriendo un tiempo determinado (11 pasos), sin frenar. Una vez corriendo, si se agacha, seguirá cargada. Entonces puede salir disparada hacia arriba, llegando a lugares elevados (Shinespark). Dicha técnica se puede dirigir hacia izquierda y derecha, e incluso en diagonal. Si usándola das contra una rampa y mantienes presionado hacia derecha o izquierda (depende de la dirección), volverás a ponerte a correr, de lo contrario chocarás. Puede ser usada bajo el agua sin necesidad del Traje gravitatorio.
- Súper Misiles: Los misiles ocasionan el triple de daño.
- Rayo ancho: Aumenta notablemente el rango de fuego, triplicando el disparo.
- Traje climático: Permite a Samus el contacto con temperaturas extremas. Además SA-X no podrá congelarte, pero el daño que ocasionará será significativo aún.
- Misiles de hielo: Adición de un efecto congelante a los Súper Misiles, que permirte congelar enemigos y aumenta la potencia de cada proyectil.
- Salto espacial: Permite a Samus realizar saltos continuos indefinidos sin necesidad de paredes o superficies.
- Rayo de plasma: La potencia de disparo de Samus aumenta, siendo capaz de atravesar enemigos y causar enormes daños.
- Bomba de energía: Emite una potente bomba cuya onda expansiva acaba la mayoría de los enemigos y atrae todos los parásitos X. Extremadamente útil para encontrar entradas secretas, aunque hay un número muy limitado, ampliable en dos unidades con ítems escondidos. Un total de 32 expansiones(74 bombas de energía)
- Traje gravitatorio: Permite a Samus el libre movimiento por el agua como si anduviese por tierra firme, haciendo posible el uso del Salto espacial, la supervelocidad. Además, te hace inmune a la lava, aunque no al ácido.
- Misiles de difusión: Los misiles pueden recargarse, generando una onda expansiva que congela a todos los enemigos cercanos en el cuadrante.
- Rayo de ondas: Permite a tus disparos atravesar paredes, y los hace aún más potentes.
- Ataque barrena: Convierte el salto espacial en un ataque mortal, capaz de matar enemigos y destruir cierto tipo de bloques.
- Rayo de hielo: Usado exclusivamente durante la batalla contra el Metroid Omega, permite a Samus disparar potentes ataques de hielo, muy efectivos contra los Metroids.

### Sectores

Esquema del mapa de Metroid Fusion

El juego está dividido en diversas áreas, unidas entre sí bien por un sistema de ascensores o bien por entradas secretas disponibles muy adelante en el juego. Cada sector tiene una temática diferente, y una serie de enemigos determinados. Todos estos sectores tienen parte del mapa en rosa, y parte en verde. La parte rosa es el mapa básico, que suelen proporcionarte al entrar en la sala de navegación del sector. La zona verde es la zona escondida y/o de más complicado acceso, y suele contener numerosos ítems. 
Para poder avanzar en el juego, debes recorrer las siguientes zonas:
- Main Deck: (Cubierta principal). Es donde aterrizas. Es el sector más tranquilo, pero el que más sorpresas contiene. Aquí comienzas y terminas la historia, y es el punto de acceso al resto de sectores. Esta zona no está disponible durante gran parte del juego, debido a una avería en el ascensor principal. Cada vez que logras volver a la nave espacial de Samus, tu vida y munición serán recuperadas, y podrás guardar la partida.
- Sector 1 (SRX): Recreación del planeta SR388. El terreno es rocoso. Es otro de los sectores a los que primero accedes, pero con sorpresas más adelante.
- Sector 2 (TRO): Un sector basado en una temática tropical. Aquí verás multitud de plantas, y gran número de molestos enemigos. Los gusanos se desarrollarán más adelante en el juego para convertirse en enemigos voladores mucho más potentes. Este es el primer sector en el que debes explorar una amplia zona de mapa verde, complicando bastante el avance. Te encuentras con SA-X 2 veces.
- Sector 3 (PYR): Sector de fuego donde hay salas a altas temperaturas. Estas salas no pueden cruzarse sin cierta mejora en el traje, y, a pesar de ello, suelen contener lava, nociva durante casi todo el juego. En este sector hay gran cantidad de enemigos basados en fuego, algunos de los cuales podrán dispararte.
- Sector 4 (AQA): Sector acuático, con grandes cantidades de agua y enemigos marítimos. Al principio este sector estará bajo electricidad, debido a cables rotos en contacto con el agua, pero, una vez logres bajar el nivel de esta, podrás explorarlo con más profundidad. Los enemigos aquí son muy resistentes, y el agua frenará tus movimientos si no tienes un traje determinado.
- Sector 5 (ARC): Sector bajo cero, al que no podrás acceder sin un traje especial. Aquí todo está lleno de criaturas de hielo, y de X azules, capaces de congelarte sin traje. Es el último sector del juego al que accedes, y uno de los más pequeños.
- Sector 6 (NOC): Un hábitat nocturno, que contiene también diversos X azules, que han mutado con el frío del sector 5, aprovechando la debilidad por el frío de los Metroids. Aquí los enemigos suelen dañarte por contacto, así que tendrás que evitar acercarte a ellos. Contiene muchos bloques destructibles con enemigos en su interior. También es el punto de acceso al Área Restringida.

PD: los X azules especificados en el Sector 5 & 6 te quitan 60 puntos así que ten cuidado
Si tienes el Varia Suit (Traje Climático), los X azules curan 30 puntos

### Personajes
- Samus Aran: Es una cazarrecompensas de élite que trabaja para la Federación Galáctica y la protagonista de la serie de videojuegos Metroid. Al inicio de este juego, se le asigna la tarea de investigar y explorar el ecosistema de SR388 escoltando a un grupo de científicos de la estación B.S.L., pero durante la misión es infectada por un parásito conocido como X, que casi la mata. Samus sobrevive gracias a una vacuna de Metroid, pero pierde la mayoría de sus habilidades al eliminarse partes de su traje. Tras recuperarse, decide investigar una misteriosa explosión en la estación B.S.L. Ahora, gracias a la vacuna, puede absorber y neutralizar a los parásitos X, lo que la convierte en la única capaz de enfrentarlos. Con una nueva nave proporcionada por la Federación Galáctica, Samus se embarca en una misión para combatir a los X. Esta vacuna se convierte en un elemento clave en Metroid Dread, que ocurre después de esta historia.

- Gobierno de la Federación Galáctica: Es una enorme organización que gobierna la sociedad galáctica y está formada por representantes de varios planetas. En esta entrega, después de encargar a B.S.L. la investigación del planeta SR388, la Federación le proporciona a Samus una nueva nave equipada con una computadora inteligente (IA), a cambio de que siga las órdenes de esta. Además, la Federación apoya a Samus analizando y digitalizando sus mejoras anteriores para enviárselos cuando sea necesario. Sin embargo, gradualmente, un cierto plan empieza a salir a la luz, lo que lleva a que la Federación retire su apoyo a Samus.

- OJ Computarizado: Es la computadora inteligente de la nave que guía a Samus en su misión, tiene un tono monótono, pero es capaz de analizar y tomar decisiones efectivas. Samus la llama "Adam" en referencia a Adam Malkovich, ya que su diseño se basa en su memoria. A lo largo de la historia, Samus enfrenta conflictos con él, incluyendo su relación con la Federación Galáctica. Aunque al principio la ve como una simple máquina, Adam le ordena colisionar la estación de B.S.L. contra el planeta SR388 para eliminar el parásito X, generando sentimientos encontrados en Samus sobre este reencuentro.

- SA-X: Némesis de Samus. Este parásito X, embutido en el traje de Samus, pondrá las cosas difíciles en múltiples momentos del juego, debido a que ya posee todas las habilidades. Hasta la hora del combate final, deberás evitarlo. Cuando dicho combate llegue, a pesar de todo tendrás problemas, ya que sigue siendo más poderoso. Tendrás que evitar todas tus habilidades, buscar una forma de dañarlo y demás. Es recomendable tener el mayor número de mejoras para este combate. Al derrotarlo, se convertirá en un monstruo más grande, y después en un Ice Beam Core-X.

- Laboratorios Espaciales Biológicos (Biologic Space Laboratories/B.S.L.): Es una enorme instalación espacial construida dentro de un meteorito, destinada a la investigación biotecnológica para la Federación Galáctica. Está dividida en sectores que recrean diferentes entornos naturales para albergar organismos de Zebes y SR388. La estación fue utilizada para estudiar parásitos X y crear clones de Metroids en secreto. Tras un desastre donde los parásitos X aniquilaron a los seres vivos de la estación, Samus Aran desvió la estación hacia SR388 y activado el mecanismo de autodestrucción, destruyendo tanto la estación como el planeta.

- Planeta SR388: Un planeta inexplorado ubicado en una región remota del espacio. En el pasado, una raza aviar conocida como Chozo crio a los Metroid en este planeta con el objetivo de erradicar a una forma de vida parásita conocida como X que de igual manera habitaban el planeta. Durante un tiempo, los Metroids se mantuvieron en la cima de la cadena alimenticia al alimentarse de los X. Sin embargo, después de que Samus exterminara a los Metroids, los X comenzaron a reproducirse nuevamente. Finalmente, la estación B.S.L. fue estrellada contra SR388, y su dispositivo de autodestrucción fue activado, lo que provocó la destrucción completa del planeta. El nombre del planeta es una referencia a la motocicleta Yamaha SR400.

## Conectividad
Propietarios de Metroid Prime y Metroid Fusion pueden desbloquear nuevas funciones en Metroid Prime usando el cable conector de Game Cube con Game Boy Advance. Si el jugador completa Metroid Prime, pueden desbloquear el traje de Samus de Metroid Fusion para usarlo en Metroid Prime. Y si completan Metroid Fusion, desbloquear el port de NES del videojuego Metroid.
También hay otro extra al vincularlo con Metroid: Zero Mission: Toda la galería de imágenes de Metroid Fusion es desbloqueada en Zero Mission, incluyendo imágenes del final de la versión japonesa, que muestra los años anteriores de Samus, junto a más arte conceptual.